# Селімов Мідат Абдурахманович
Мідатов Абдурахманович Селімов (13 грудня 1918, с. Кашик-Джермай, Феодосійський повіт, Таврійська губернія — 2001, м. Москва) — радянський і російський інфекціоніст. Доктор медичних наук (1963), професор (1967). Розробник вакцини проти сказу гамма-глобуліну та антирабічної вакцини. Учасник Другої світової війни. Член КПРС. Заслужений діяч науки Російської Федерації.

## Біографія
Народився 13 грудня 1918 року в селі Кашик-Джерман. Навчався в школі в Феодосії.
Закінчив Кримський медичний інститут (1940). Після закінчення вишу керував Нижньогірською районною лікарнею. В роки німецько-радянської війни був призваний до армії та направлений на Далекий Схід СРСР. Служив у 388-й стрілецькій дивізії. Був військовим лікарем, командиром медсанбату, очолював військовий шпиталь. Майор медичної служби. Учасник радянсько-японської війни. Служив у 301-му військовому шпиталі. З 9 серпня 1945 року — учасник Маньчжурської операції.
Після демобілізації приєднався до сім'ї, яка мешкала в Москві. В 1948 році вступив до аспірантури НДІ вірусології імені Д. І. Іванівського. Під керівництвом Антоніна Шубладзе захистив у 1953 році кандидатську дисертацію на тему «Епідемічний паротит». Через два роки його робота була видана у вигляді монографії.
З 1951 по 1961 рік — співробітник НДІ вакцин і сироваток імені І. І. Мечникова, де став завідувачем лабораторії. Займався розробкою антирабічного гамма-глобуліну. На Всесоюзній конференції 1961 року професор Михайло Чумаков запросив Селімова разом із його лабораторією перейти на роботу до НДІ поліомієліту та вірусних енцефалітів АМН СРСР.
З 1958 по 1995 рік — експерт Всесвітньої організації охорони здоров'я зі сказу. Заснував першу в світі антирабічну лабораторію.
У 1963 році став доктором медичних наук. З 1967 року — професор інституту поліомієліту та вірусних енцефалітів імені М. П. Чумакова.
У грудні 1998 року в інституті поліомієліту в Москві Російська академія наук провела науково-практичну конференцію, присвячену 80-річчю Селімова.
Помер в 2001 році в Москві.

## Наукова діяльність
Займався дослідженнями рабіології. Автор близько 500 наукових робіт і 5 монографій, а також великої кількості нормативних і організаційно-методичних документів, актуальних і після 100-річного ювілею вченого. Під його керівництвом захищено 4 докторські та 25 кандидатських дисертацій.

## Нагороди
- Заслужений діяч науки Російської Федерації[1]
- Орден Червоної Зірки (5 вересня 1945) — «Тов. Селімов у бойовій обстановці проявив себе ініціативним, сміливим командиром. Правильно організував санітарне забезпечення частин. Моральний стан підлеглих у повній бойовій готовності знаходився на високому рівні. Гідний урядової нагороди»[4]
- Орден Вітчизняної війни II ступеню[4]

## Родина
Дочки — кандидат медичних наук і доктор медичних наук з інфекційних захворювань.

## Роботи
- Как предупредить заболевание бешенством / 2-е изд., испр. — Москва: Ин-т санитарного просвещения, 1960. — 47 с.
- Пути ликвидации гидрофобии. — Москва: Медгиз, 1963.
- Бешенство. — Москва: Медицина, 1978. — 336 с.